# Jacques Helvis
Jacques [de] Helvis, parfois nommé Louis de Bourbon (mort en 1565), est un ecclésiastique qui fut évêque de Langres de 1562 à 1565.

## Biographie
Jacques Helvis, réputé être le fils d'un père laboureur ou fermier, est né au village de Tillard dans le diocèse de Beauvais. Il est élevé par les soins de Charles de La Roche-sur-Yon dont il était vraisemblablement le fils illégitime ou peut-être celui de son père Louis de La Roche-sur-Yon. Son éducation est confiée à l'un des intendants de la famille Jean Helvis dont il porte d'abord le nom. En 1547 il reçoit en commende l'abbaye de Saint-Méen.
Après la mort du cardinal de Givry, Charles de La Roche-sur-Yon intervient auprès du roi Charles IX de France afin que Jacques Helvis soit pourvu de l'évéché de Langres le 1er février 1562. Il est imposé au chapitre de chanoines et élu par 72 voix contre 65 à son candidat, Claude de Bauffremont, abbé de Longuay. Il prend possession par procuration au début de 1563 et il est confirmé le 15 octobre 1563. Il ne fait qu'une brève apparition dans son diocèse lors de son entrée dans la ville en 1564. Son épiscopat est bref car il meurt en Anjou à Beaupréau dès 1565.